# Go Girl!
Go Girl! est une série de bande dessinée américaine écrite par Trina Robbins et dessinée par Anne Timmons, publiée de 2000 à 2006 par Image Comics puis Dark Horse Books.
La série suit les aventures de Lindsay Goldman, une adolescente ayant le pouvoir de voler, qui reprend le costume de sa mère Janet, elle-même ancienne super-héroïne, pour combattre le crime.
Timmons utilise pour cette série un style rétro inspiré par l'âge d'or des comics, dans la lignée de ce que Robbins faisait lorsqu'elle dessinait encore. 
Go Girl! a valu en 2001 le prix Lulu de l'année à ses deux autrices et le prix Kimberly Yale du meilleur nouveau talent féminin à sa dessinatrice.

## Publications

### Comic Book
- Go Girl ! no 1-5, Image Comics, 2000-2001[4].

### Albums
- Go Girl !, Dark Horse Books :

1. Go Girl!, 2002  (ISBN 1569717982). Recueil des cinq numéros du comic book.
2. The Time Team, 2004  (ISBN 1593072309).
3. Robots Gone Wild!, 2006  (ISBN 1593074093).

## Distinctions
- 2001 : 
  - Prix Lulu de l'année pour la série
  - Prix Kimberly Yale du meilleur nouveau talent féminin pour Timmons